# 太田駅 (新潟県)
太田駅（おおだえき）は、かつて新潟県見附市太田町に存在した、越後交通栃尾線の駅である。1973年（昭和48年）4月16日、栃尾線の部分廃止により廃駅となった。

## 駅構造
地上駅。開業当初は少なくとも2線を持つ交換施設を有していたようであるが、末期は1面1線に縮小している。

## 歴史
- 1915年（大正4年）2月14日 - 栃尾鉄道による浦瀬 - 栃尾間開業に伴い新潟県古志郡上北谷村に開設。 当初は上北谷駅（初代）と称した[2]。
- 1929年（昭和4年） 太田駅に改称。
- 1956年（昭和31年）11月20日 - 社名変更に伴い栃尾電鉄の駅となる。
- 1960年（昭和35年）10月1日 - 長岡鉄道、中越自動車との3社合併により越後交通の駅となる。
- 1973年（昭和48年）4月16日 - 栃尾線の上見附 - 栃尾間部分廃止により廃駅となる。

## 駅跡
当駅周辺の路盤跡は舗装され、刈谷田サイクリングロードに転用されている。路盤跡北側の地面が盛り上がっているが、駅施設との関連は不明。

## 駅周辺
駅跡を取り囲むように民家が立ち並ぶ。
駅のすぐ南を県道19号が路盤跡と並行している。また、上見附方向へ約300m進むと、太田跨線橋が路線跡を跨いでおり、現役当時の雰囲気を残す。

駅の北には刈谷田川が流れ、稚児清水川との合流地点となっている。
- 太田神社
- 太田の清水

## バス路線
越後交通 太田下口バス停
- 急行長岡駅前=見附=栃尾（楡原トンネル経由、小貫経由）

## 隣の駅
越後交通
栃尾線（廃止）
本明 - 太田 - 上北谷